# Werner Kogler

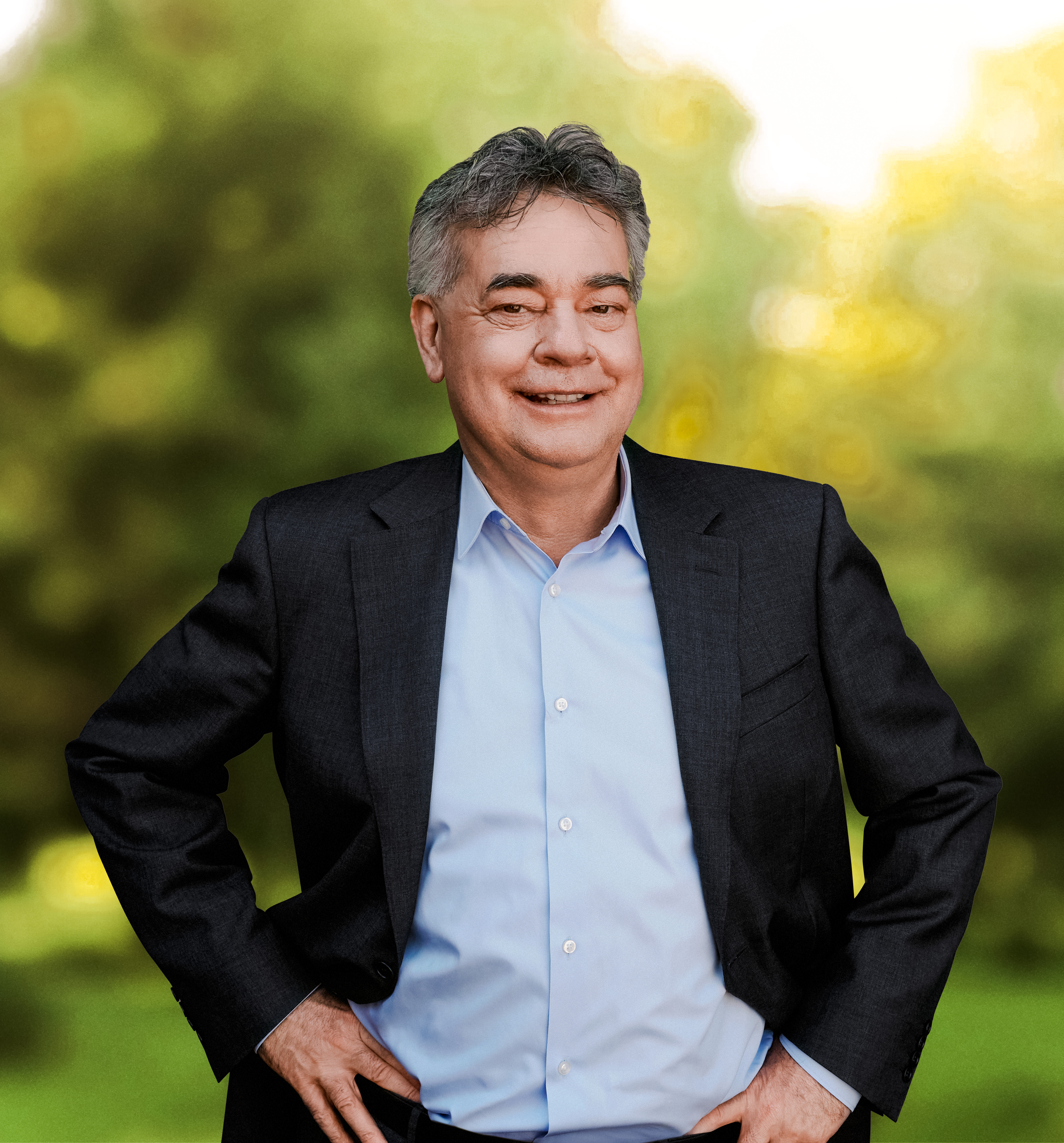
Werner Kogler (2024)

Werner Kogler (* 20. November 1961 in Hartberg, Steiermark) ist ein österreichischer Politiker (Die Grünen) und Wirtschaftswissenschaftler. Von 7. Jänner 2020 bis 3. März 2025 war er Vizekanzler sowie Bundesminister für Kunst, Kultur, öffentlichen Dienst und Sport in den Bundesregierungen Kurz II, Schallenberg, Nehammer und Schallenberg (einstweilig). Zudem leitete er von Jänner bis März 2021 temporär das Justizministerium, da die Ministerin Alma Zadić ihr Amt in dieser Zeit wegen der Geburt ihres Kindes nicht wahrnahm.
Von 2017 bis 2025 war er Bundessprecher der Grünen. Von Oktober 2019 bis Jänner 2020 sowie erneut seit Oktober 2024 ist Kogler Obmann des Grünen Parlamentsklubs im Nationalrat.
Von 1999 bis 2017, von 2019 bis 2020 und seit 2024 ist er Abgeordneter zum Nationalrat. Er war Spitzenkandidat der Grünen für die Europawahl in Österreich 2019 und die Nationalratswahl in Österreich 2019, bei der seiner Partei die Rückkehr in das Parlament gelang.

## Ausbildung und beruflicher Werdegang
Werner Kogler besuchte zwischen 1968 und 1972 die Volksschule in Sankt Johann in der Haide und danach das Bundesrealgymnasium Gleisdorf, das er 1980 mit der Matura abschloss. Ab 1982 betrieb Kogler daraufhin ein Studium der Volkswirtschaftslehre an der Karl-Franzens-Universität Graz, das er 1994 mit dem akademischen Grad Mag. rer. soc. oec. abschloss. Parallel studierte Kogler auch Rechtswissenschaften. Bereits ab 1988 arbeitete Kogler an verschiedenen Forschungsprojekten der theoretischen und angewandten Umweltökonomie. 1994 wechselte er als Angestellter in den Grünen Parlamentsklub und wurde Mitglied der Klubgeschäftsführung.

## Politische Laufbahn

### Anfänge in der Politik und erstmals Nationalratsabgeordneter von 1999 bis 2017
Kogler engagierte sich bereits früh für „grüne Anliegen“. Er war 1981 Gründungsmitglied der Alternativen Liste Graz sowie 1982 Gründungsmitglied der Alternativen Liste Steiermark und Österreich. 1984 wirkte er bei der Besetzung der Hainburger Au mit und schleuste Besetzer per Bus an den Bewachern vorbei. Zwischen 1981 und 1988 war Kogler zudem Vorstandsmitglied der Alternativen Liste Graz.
1985 zog Kogler für die Grünen in den Grazer Gemeinderat ein, wo er bis 1988 wirkte. Seit 1999 ist Kogler Vorstandsmitglied der Steirischen Grünen und seit demselben Jahr auch Mitglied des erweiterten Bundesvorstandes der Grünen. In diesem Jahr gab er auch mit seinem Parteikollegen Karl Öllinger das Buch Die Klima Connection. Freundschaft. Euroteam: Freunderl- und Vetternwirtschaft in der SPÖ. Der Lehrlingsskandal des Bundeskanzlers. Beschäftigungsmillionen für Parteigünstlinge - Korruption in der EU heraus. Im November 2005 wurde Kogler zum Landessprecher der steirischen Grünen gewählt, im November 2008 übernahm er die Funktion des stellvertretenden Klubobmanns der Grünen im Parlament. Am 9. Oktober 2009 wurde Kogler vom Erweiterten Bundesvorstand mit 100 Prozent Zustimmung zum zweiten Stellvertreter von Bundessprecherin Eva Glawischnig gewählt. 

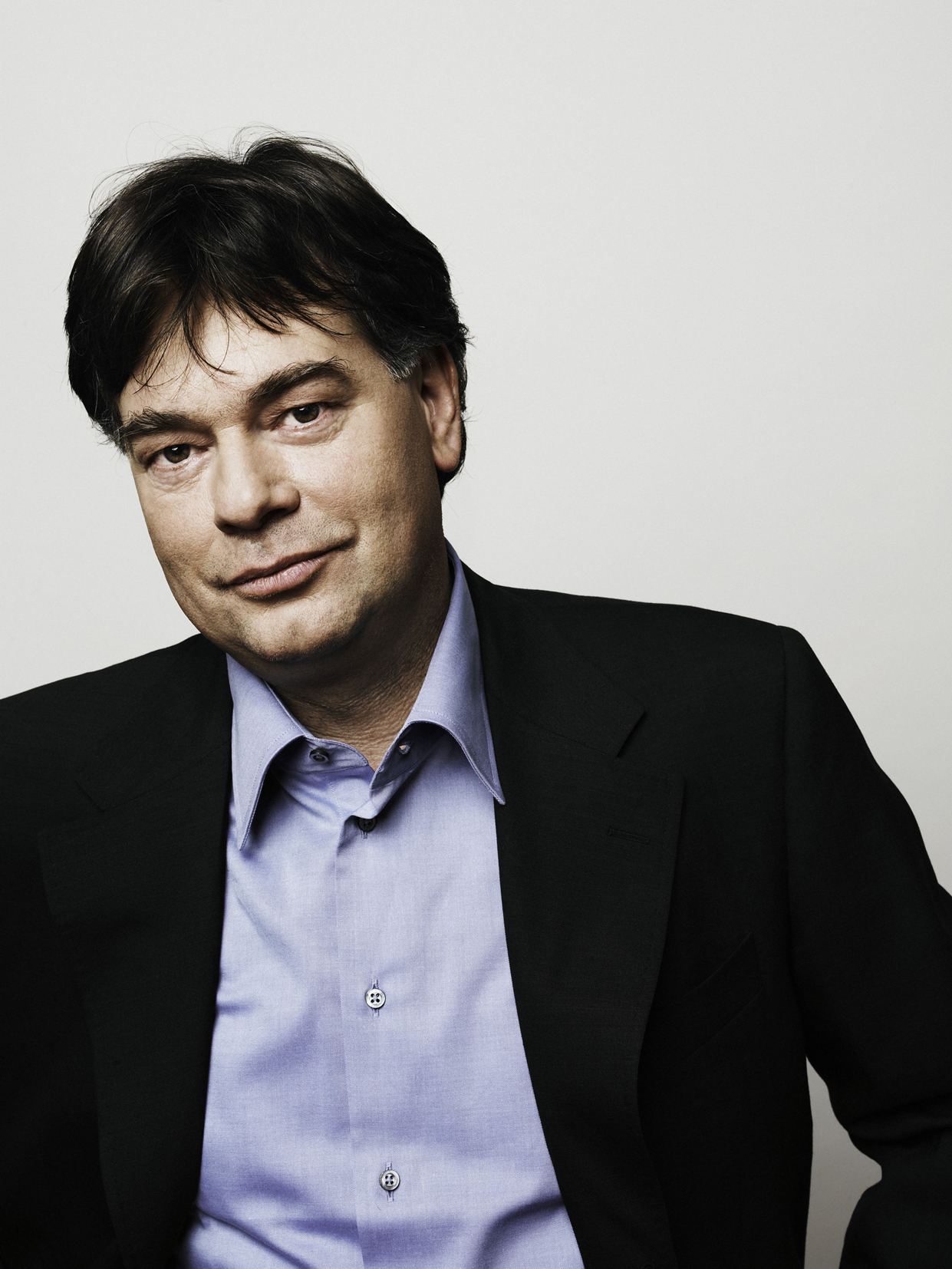
Werner Kogler (2006)

Im Mai 2010 wählten ihn die steirischen Grünen mit 93,5 Prozent – dem bisher höchsten Ergebnis aller Zeiten – zum neuen Spitzenkandidaten für die Landtagswahl am 26. September 2010. Seit Februar 2015 war er Fraktionsführer der Grünen im parlamentarischen Hypo-Untersuchungsausschuss.
Nach der Nationalratswahl 2017, bei der die Grünen die 4%-Hürde nicht schafften, schied Kogler aus dem Parlament aus, fungierte aber nach dem Rücktritt von Ingrid Felipe als interimistischer Bundessprecher der Grünen.

### Bundessprecher der Grünen (seit 2018)
Ende Oktober 2018 gab Werner Kogler bekannt, dass er sich um die Spitzenkandidatur der österreichischen Grünen für die Wahl zum Europäischen Parlament bewerben werde. Dabei wollte er sich wieder auf klassische Grünen-Themen wie den Einsatz für eine intakte Umwelt und den Kampf gegen die Klimakrise konzentrieren, aber auch soziale Fragen und die Verteidigung von Demokratie und europäischen Werten ansprechen. Den damaligen Regierungsparteien ÖVP und FPÖ warf Kogler ein europa- und umweltpolitisches Versagen vor.
Am 17. November 2018 wurde Kogler mit über 99 Prozent zum Bundessprecher der Grünen gewählt. Als seine Hauptthemen nannte er Ökologie und Gerechtigkeit. Nach der Europawahl in Österreich 2019 verzichtete Kogler auf sein Mandat für das EU-Parlament, wodurch die bisherige EU-Abgeordnete Monika Vana nachrückte. Am 6. Juli 2019 wurde er mit 98,58 Prozent zum Spitzenkandidaten für die Nationalratswahl in Österreich 2019 gewählt. Bei dieser Wahl am 29. September 2019 gelang seiner Partei nach zwei Jahren die Rückkehr in das Parlament und mit 13,9 Prozent der Stimmen das bis dahin beste Nationalratswahlergebnis in der Geschichte der Grünen. Kogler wurde am 22. Oktober 2019 einstimmig zum Obmann des Grünen Parlamentsklubs im Nationalrat gewählt.

### Vizekanzler der Republik Österreich (2020 bis 2025)

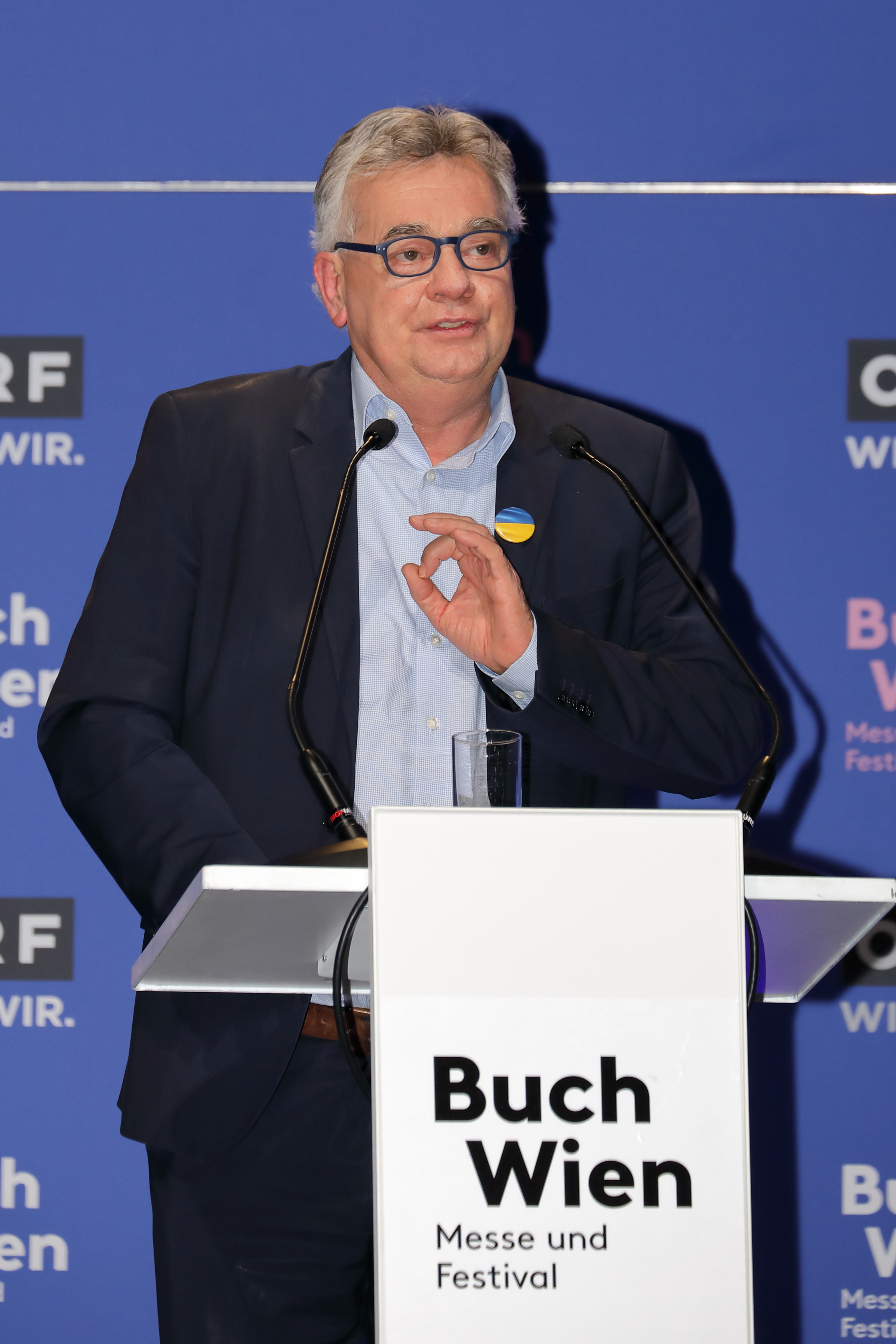
Werner Kogler bei der Eröffnungsrede der Buch Wien 2024

Werner Kogler führte als Parteiobmann der Grünen zusammen mit Sebastian Kurz die Verhandlungen bei der Regierungsbildung in Österreich 2019, in denen seine Partei sich mit der ÖVP auf die Bildung der ersten türkis-grünen Koalition auf österreichischer Bundesebene einigte. Am 7. Jänner 2020 wurde Kogler von Alexander Van der Bellen in der Bundesregierung Kurz II als Vizekanzler und Bundesminister für öffentlichen Dienst und Sport angelobt. Sein Nationalratsmandat übernahm Heike Grebien, Kabinettschef wurde Dieter Brosz. Zur Generalsekretärin bestellte er Eva Wildfellner. Nachdem das Bundesministeriengesetz 1986 an den vereinbarten Ressortzuschnitt der türkis-grünen Koalition angepasst wurde, lobte der Bundespräsident Kogler am 29. Jänner 2020 als Bundesminister für Kunst, Kultur, öffentlichen Dienst und Sport erneut an. 
Im März 2023 bezeichnete er führende Funktionäre der FPÖ Niederösterreich als Kellernazis.
Nach der Nationalratswahl 2024 wurde er in der am 24. Oktober 2024 beginnenden XXVIII. Gesetzgebungsperiode im Grünen Parlamentsklub Bereichssprecher für Kunst und Kultur. Mit der Amtsübernahme der Bundesregierung Stocker am 3. März 2025 schied Kogler aus seinem Ministeramt aus.

## Filibuster-Rekord 2010
Bis zum Jahr 2010 hielt Madeleine Petrovic mit 10 Stunden und 35 Minuten für 17 Jahre den Rekord für einen Filibuster, die längste Rede im Nationalrat. Als Reaktion darauf wurde 1996 eine Geschäftsordnung beschlossen, die die Redezeit in Plenarsitzungen auf 20 Minuten beschränkte. Dies hinderte Kogler nicht daran, bei der Debatte im Budgetausschuss, die dem Beschluss des Budgets 2011 am 16. Dezember 2010 voranging, diesen trotz einer vorab vereinbarten unverbindlichen Redezeit von jeweils 2,5 Minuten durch eine Dauerrede erheblich zu verzögern. Seine Rede begann um 13:18 Uhr und dauerte 12 Stunden und 42 Minuten an und stellt somit einen neuen Rekord dar. Sie endete um exakt 2:00 Uhr morgens mit den Worten: „Das ist eigentlich schon alles, was ich sagen wollte. Das soll’s gewesen sein. Wir sind gespannt, ob Sie unsere dargebrachten Vorschläge aufnehmen werden.“

## Privates
Werner Kogler ist seit Dezember 2022 mit Sabine Jungwirth, Bundessprecherin der Grünen Wirtschaft, verheiratet, mit der er zuvor bereits 13 Jahre liiert war.

## Auszeichnungen
- 2023: Ehrenpreis Liese-Prokop-Schuh der Sportunion[28]